# Efrem Syryjczyk
Efrem Syryjczyk, św. Efrem (aram. ‏ܐܦܪܝܡ ܣܘܪܝܝܐ‎, Ap̄rêm Sûryāyâ; gr. Ἐφραίμ ὁ Σῦρος, Efraim ho Syros; łac. Ephraem Syrus, cs. преподобный Ефре́м Си́рин; ur. ok. 305 w Nisibis, zm. 9 czerwca 373 w Edessie) – kaznodzieja, diakon, poeta, komentator Pisma Świętego, piszący w języku syryjskim, święty Kościoła katolickiego i prawosławnego, Wyznawca, święty mnich i Doktor Kościoła, zaliczany do wielkich Ojców Kościoła oraz pustyni, przez swoją działalność poetycko-teologiczną kojarzony zwłaszcza z Wielkim Postem.

## Życiorys
Jego ojcem był pogański kapłan. W młodości św. Efrem został wygnany z domu za sympatię do chrześcijan. Otrzymał schronienie u św. Jakuba, a w wieku 18 lat przyjął chrzest. Następnie podjął życie zakonne i został wyświęcony na diakona. Nauczał w szkole teologicznej w Nisibis. Zwalczał m.in. poglądy manichejczyków. Ułożył pieśni, nazwane Carmina Nisibena, wśród których kantyki nr 43–51 bronią wiary w zmartwychwstanie przeciw Bardesanowi, a także Manesowi i Marcjonowi.
W 363 roku przeniósł szkołę do Edessy z powodu zajęcia jego rodzinnego miasta przez Persów.
Efrem kierował ruchem monastycznym na Wschodzie, zwalczał też istniejące wówczas herezje, szczególnie orygenizm i arianizm. Dawniej uważano, że krzewił kult maryjny i był pierwszym wielkim pisarzem wczesnochrześcijańskim, który opowiedział się za uznaniem dogmatu o niepokalanym poczęciu Maryi. Przypisywano mu autorstwo dwudziestu hymnów maryjnych. T. Lama wierzył w ich autentyczność. Jednak badania przeprowadzone przez badaczy literatury syryjskiej po roku 2000 wykazały, że Efrem nie mógł być autorem hymnów maryjnych ze względu na chrystologię, która jest późniejszego pochodzenia, a także ze względu na dość późne rękopisy.
Był autorem wielu pism egzegetycznych, dogmatyczno-polemicznych, ascetycznych i liturgicznych. Nazywany Prorokiem Syryjczyków, syryjskim Eliaszem, Kolumną Kościoła, Harfą Ducha Świętego.
W latach 1732–1736 ukazały się drukiem główne jego prace (w sześciu tomach pod redakcją Assemaniego) pt. Opera omnia graeca, latina et syria („Dzieła wszystkie greckie, łacińskie i syryjskie”).

## Kult
Efrem został ogłoszony doktorem Kościoła przez papieża Benedykta XV.
Jego wspomnienie liturgiczne w Kościele katolickim obchodzone jest w dzienną rocznicę śmierci (9 czerwca) zaś w nadzwyczajnej formie rytu rzymskiego 18 czerwca. Cerkiew prawosławna wspomina świętego mnicha 28 stycznia (10 lutego według kalendarza gregoriańskiego).

## Źródła internetowe
- Święty Efrem, diakon i doktor Kościoła [online], Brewiarz, 2010.
- Prepodobnyj Efrem Syryjczyk na cerkiew.pl (opr. Jarosław Charkiewicz i Tomasz Sulima, ikonografia)